# شهرك حسين أباد
شهرك حسين أباد (بالفارسية: شهرک حسین‌آباد) هي قرية تقع في قسم جلغة تشاة هاشم الريفي (مقاطعة دلغان) في إيران. يقدر عدد سكانها بـ 958 نسمة .